# Димитър Лафчиев
Димитър Лафчиев – Лафчията е бивш български футболист, офанзивен полузащитник. Играл е за Ботев (Пловдив) (1921 – 1934). Има 116 мача и 40 гола в градското и областно първенство на Пловдив и държавното първенство на България. Шампион и носител на купата на страната през 1929, 3 място през 1930 г. Има 2 мача за националния отбор. Димитър Лафчиев е елегантен и коректен и на терена, и извън терена. Висок и техничен с отличен спринт. Син на заможни родители и основен спонсор на Ботев (Пд).